# Sinagoga di Casale Monferrato
La sinagoga di Casale Monferrato, di rito italiano, costruita nel 1595, è uno dei migliori esempi di sinagoga barocca piemontese. È situata a Casale Monferrato in vicolo Salomone Olper.

## La storia
La sinagoga fu edificata nel 1595 nel quartiere ebraico della città. Precede quindi di oltre un secolo l'istituzione del ghetto nel primo Settecento. La sinagoga era separata dalla strada da una piccola corte e, in virtù di ragioni di autodifesa e nel rispetto delle regole restrittive che regolavano allora i rapporti tra ebrei e cristiani, non vi era alcuna indicazione della sua presenza sulla strada stessa. La sinagoga consisteva in origine in una semplice sala rettangolare orientata in direzione nord-sud. Al 1720 risale un primo ampliamento del matroneo.

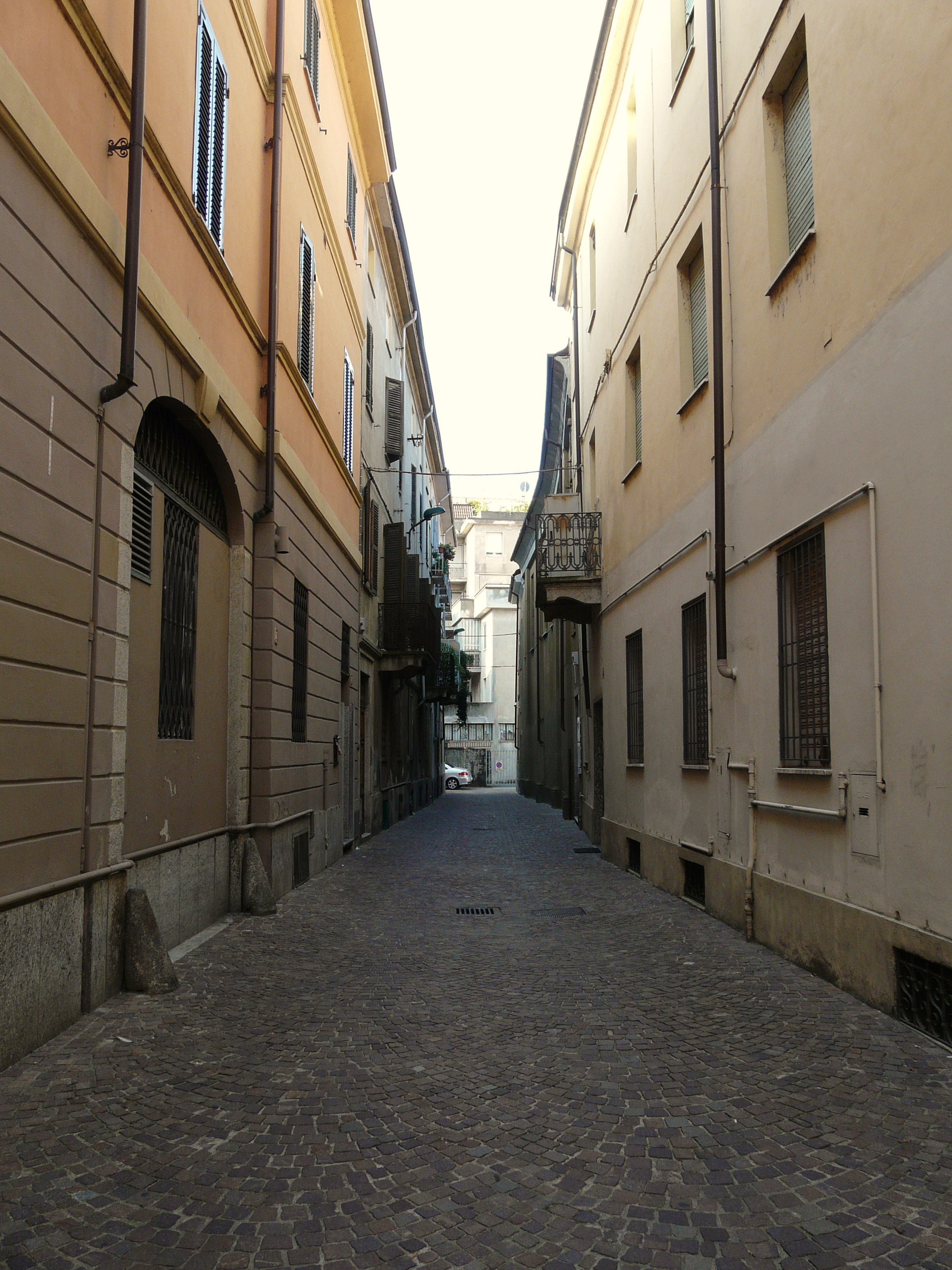
Vicolo Salomone Olper

Quando il ghetto fu istituito nel 1723, la sinagoga si venne a trovare entro i suoi confini, non si rese perciò necessario il suo trasferimento. La sala di preghiera dovette però essere ampliata per soddisfare alle esigenze dell'accresciuta popolazione ebraica, che accoglieva ebrei giunti anche da località limitrofe, in particolare da San Salvatore Monferrato. Nel 1823 fu rifatto il pavimento in marmo.
Successivamente all'emancipazione del 1848, la sinagoga subì nel 1866 un secondo radicale rifacimento, con l'ampliamento ulteriore della sala e la sopraelevazione di un piano ad accogliere l'ampio matroneo che si affaccia sulla sala con finestre chiuse da grate di legno.
In seguito al declino demografico (Shoah) della comunità nel Novecento, la sinagoga conobbe un lungo periodo di decadenza finché, nel 1969, fu oggetto di accurati restauri da parte della Soprintendenza ai monumenti della Regione Piemonte, che la dichiarò monumento nazionale.
La sinagoga è oggi ancora saltuariamente aperta al culto in occasione di feste religiose. Come museo è un frequentato luogo di visite e sede di eventi pubblici legati ai temi dell'ebraismo, quali conferenze, concerti e incontri culturali.

## L'interno

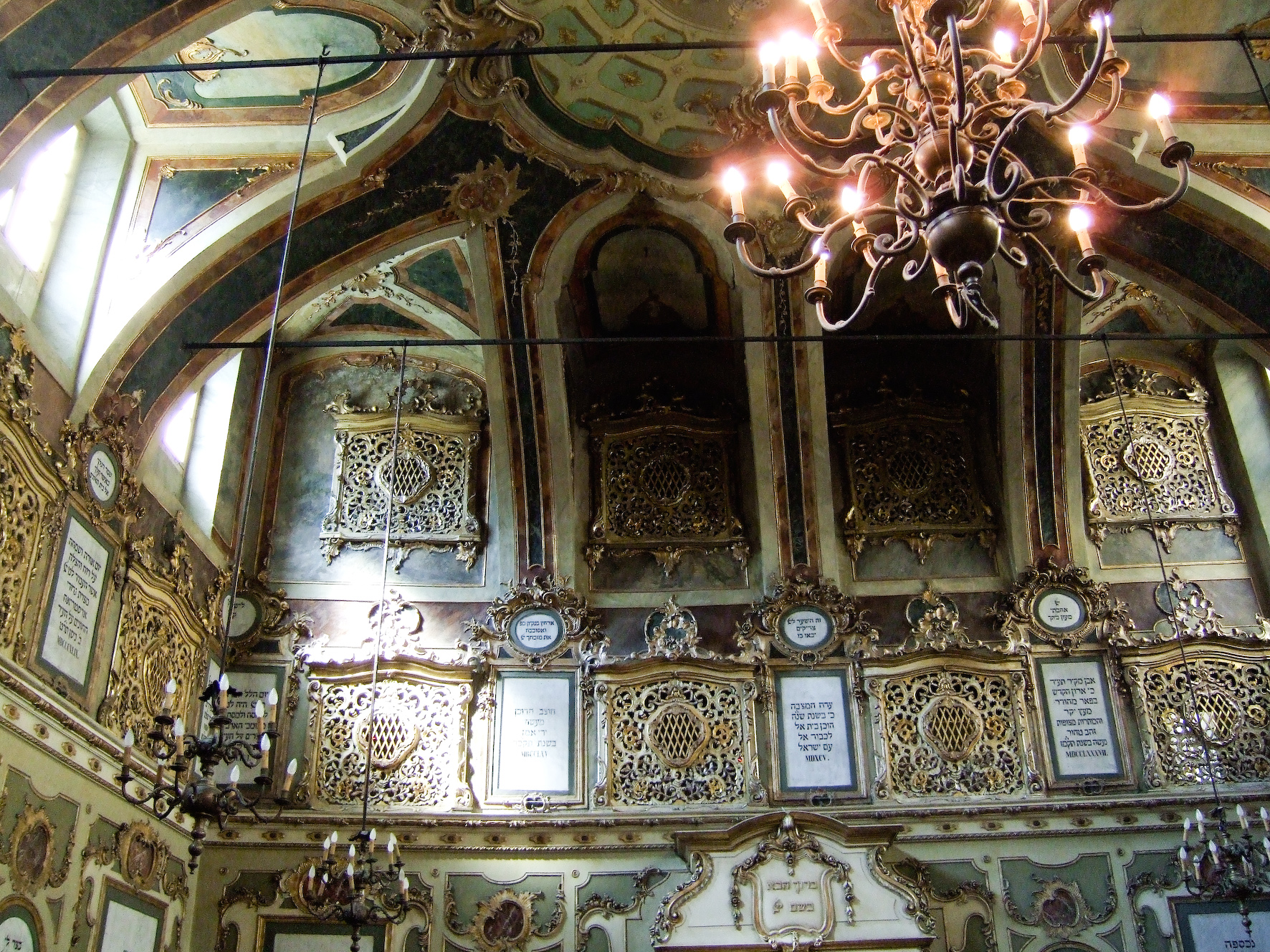
Particolare della volta

In contrasto al disadorno esterno, l'interno della sinagoga è riccamente decorato con pitture e stucchi dorati, conservando gli arredi originali barocchi.
La sala si presenta oggi come un ampio spazio rettangolare (m 18 x 9 x 9) illuminato da 14 finestre, sette per ogni lato maggiore, affrescato con colori brillanti. Le pareti sono ricoperte di iscrizioni in ebraico, in gran parte citazioni dalla Bibbia ma anche iscrizioni commemorative in ricordo dei numerosi interventi di rifacimento del tempio e dei principali eventi fausti nella vita della comunità: la salvezza dagli assedi del 1629 e 1656 e soprattutto l'emancipazione del 1848 (l'unica iscrizione ad essere bilingue, italiano e ebraico).
L'aron del 1765 (arricchita nel 1787) e la tevah fanno parte degli antichi arredi, mentre la cantoria lignea fu aggiunta con il rifacimento ottocentesco.

## Il Museo ebraico

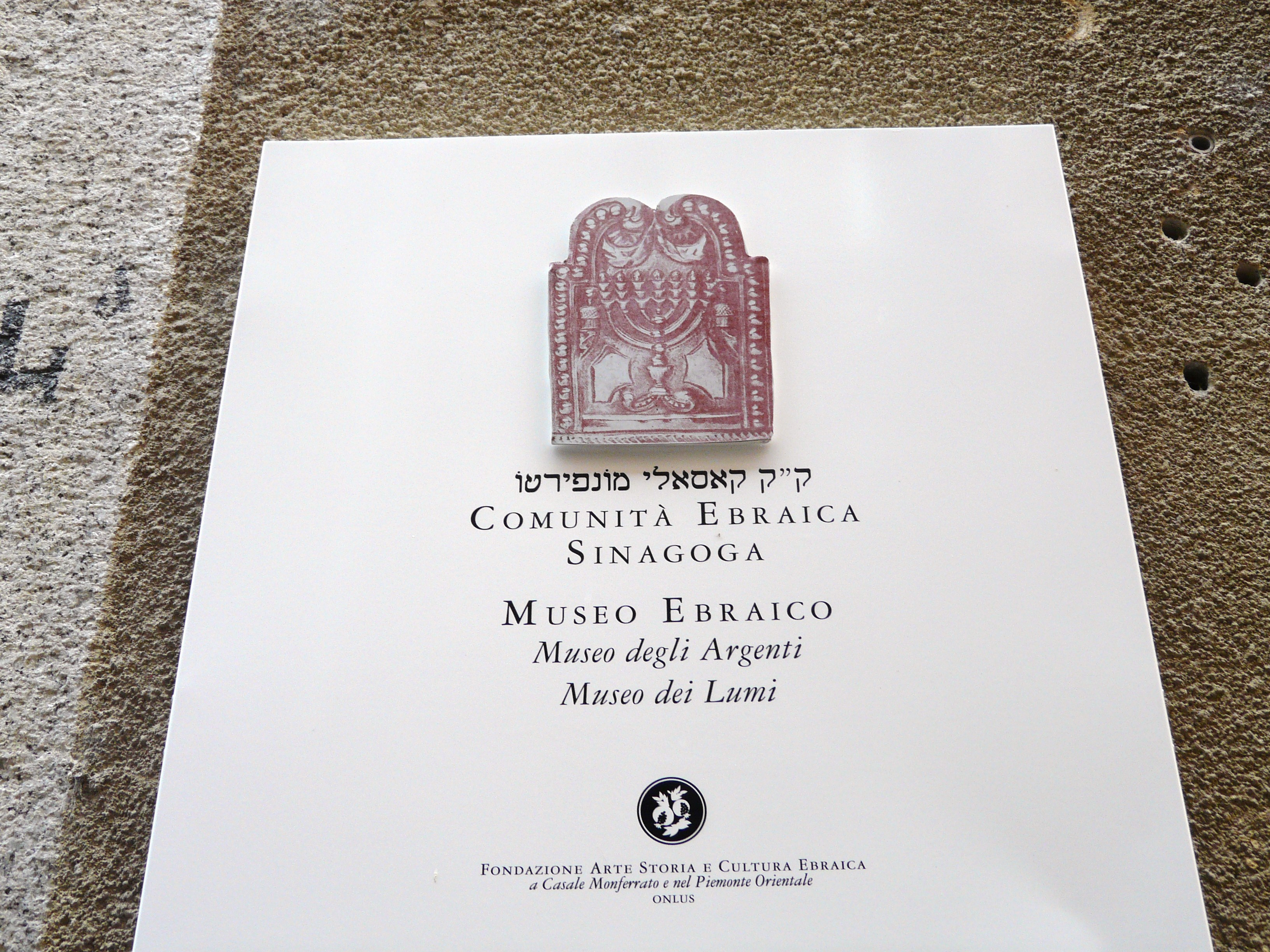
Targa d'entrata

Nei locali di accesso al matroneo è stato sistemato al primo piano un museo che custodisce reperti di particolare pregio come le Tavole della legge, in legno dorato e risalenti al secolo XVIII, numerosi rimonim (terminali per rotoli della Legge) e atarot (corone per i rotoli della Legge) sbalzati, cesellati o in filigrana d'argento. Al secondo piano è stata riordinata la biblioteca, con antichi manoscritti e libri di preghiera.